# Harmon Killebrew
Harmon Clayton Killebrew (29 juin 1936 - 17 mai 2011) est un joueur des ligues majeures de baseball avec les Senators de Washington et les Twins du Minnesota. Joueur de 1954 à 1975, il entre au Temple de la renommée du baseball en 1984.
Il frappa 573 coups de circuit dans sa carrière de 22 saisons. Au moment de la retraite, il était le deuxième plus grand frappeur de circuits de la Ligue américaine après Babe Ruth et le cinquième de l'histoire des ligues majeures. En date de 2011, ses 573 circuits le classent au 11e rang de l'histoire. Outre Killebrew, seul Babe Ruth a connu huit saisons de 40 coups de circuit ou plus.

## Carrière
Sa carrière commence en 1954 avec les Senators, mais sa première saison complète fut 1959 quand il frappa 42 coups de circuit. En 1961 les Senators deviennent les Twins du Minnesota. En 1969 il frappe 49 coups de circuit et enregistre 140 points produits. À la fin de la saison il est élu le meilleur joueur de la ligue. Hormis son élection au titre de joueur par excellence, il termine cinq autres fois dans le top 5 au vote pour remettre cet honneur après la saison.
Killebrew est choisi 11 fois sur l'équipe d'étoiles de la Ligue américaine (1959, 1961, 1963 à 1971). 
À la fin de sa carrière il passa une saison avec les Royals de Kansas City avant de prendre sa retraite en 1975. Dans sa carrière, il dépasse 40 coups de circuit 8 fois. Seuls Killebrew, Bill Mazeroski et Rabbit Maranville ont été élus au Temple de la renommée du baseball sans frapper 0,300 au moins une fois[réf. nécessaire].

## Décès
En décembre 2010, Killebrew annonce qu'il est atteint d'un cancer de l'œsophage. Il annonce qu'il est en phase terminale le 13 mai 2011.  Le week-end suivant, les clubs de Washington et Minnesota, les deux villes où Killebrew a joué pendant 21 de ses 22 années en ligue majeure, rendent hommage au joueur légendaire. Le 17 mai 2011, Killebrew s'éteint à Scottsdale en Arizona, à l'âge de 74 ans.
Une rumeur veut qu'une photo de Harmon Killebrew ait servi d'inspiration lors de la création en 1968 du logo officiel de la Ligue majeure de baseball.

## Palmarès
- Meilleur total de coups de circuit de la ligue américaine (1959, 1962, 1963, 1964, 1967, 1969)
- Meilleur joueur de la ligue américaine (1969)
- Élu 11 fois à l'équipe des étoiles
- Élu au temple de la renommée du baseball en 1984